# Jo Inge Berget
Jo Inge Berget (Oslo, 11 september 1990) is een Noors voetballer die doorgaans speelt als spits. In augustus 2023 tekende hij voor Sarpsborg. Berget maakte in 2012 zijn debuut in het Noors voetbalelftal.

## Clubcarrière
Berget was actief voor Lyn Oslo, toen hij in juli 2008 voor drie jaar tekende bij Udinese. Door de Italiaanse club werd hij tweemaal verhuurd; aan Lyn en Strømsgodset. In juli 2011 werd hij verkocht aan Molde FK. Bij de Noorse club vierde hij op 30 oktober 2011 het eerste landskampioenschap in de clubgeschiedenis. Op 24 januari 2014 werd Berget gekocht door Cardiff City, dat op dat moment uitkwam in de Premier League. Bij Cardiff speelde hij opnieuw onder Ole Gunnar Solskjær, die bij Molde ook al zijn coach was. In de zomer van 2014 werd hij voor een half seizoen verhuurd aan Celtic, waar hij opnieuw een oud-trainer tegenkwam. Ronny Deila had Berget ook al onder zijn hoede gehad bij Strømsgodset. Na zijn terugkeer bij Cardiff vertrok de Noor direct weer; hij ging nu spelen voor Malmö FF. Na afloop van zijn driejarige verbintenis liet hij de club achter zich. Hierop tekende hij bij New York City, waar daarvoor ook Anton Tinnerholm had getekend, met wie Berget bij Malmö nog had samengespeeld. Na één jaar in New York werd zijn contract met wederzijds goedkeuren ontbonden. Twee maanden later keerde hij transfervrij terug bij Malmö FF. Van januari tot augustus 2023 zat hij zonder club, waarna hij voor de rest van het kalenderjaar tekende voor Sarpsborg.

## Interlandcarrière
Berget debuteerde in het Noors voetbalelftal op 18 januari 2012. Op die dag werd een vriendschappelijke wedstrijd tegen Thailand met 0–1 gewonnen door een treffer van Tore Reginiussen. Berget mocht van bondscoach Egil Olsen in de basis beginnen en hij werd in de rust gewisseld voor Alexander Søderlund. De andere debutanten dit duel waren Steffen Hagen (Odd Grenland), Vegard Forren (eveneens Molde FK) en Thomas Drage (Tromsø IL).
| Interlands van Jo Inge Berget voor Noorwegen | Interlands van Jo Inge Berget voor Noorwegen | Interlands van Jo Inge Berget voor Noorwegen | Interlands van Jo Inge Berget voor Noorwegen | Interlands van Jo Inge Berget voor Noorwegen | Interlands van Jo Inge Berget voor Noorwegen | Interlands van Jo Inge Berget voor Noorwegen |
| №                                            | Datum                                        | Wedstrijd                                    | Uitslag                                      | Competitie                                   | Goals                                        |                                              |
| Als speler bij Molde FK                      | Als speler bij Molde FK                      | Als speler bij Molde FK                      | Als speler bij Molde FK                      | Als speler bij Molde FK                      | Als speler bij Molde FK                      | Als speler bij Molde FK                      |
| -------------------------------------------- | -------------------------------------------- | -------------------------------------------- | -------------------------------------------- | -------------------------------------------- | -------------------------------------------- | -------------------------------------------- |
| 1                                            | 18 januari 2012                              | Thailand – Noorwegen                         | 0 – 1                                        | Vriendschappelijk                            |                                              |                                              |
| 2                                            | 8 januari 2013                               | Zuid-Afrika – Noorwegen                      | 0 – 1                                        | Vriendschappelijk                            |                                              |                                              |
| 3                                            | 12 januari 2013                              | Zambia – Noorwegen                           | 0 – 0                                        | Vriendschappelijk                            |                                              |                                              |
| 4                                            | 15 januari 2014                              | Moldavië – Noorwegen                         | 1 – 2                                        | Vriendschappelijk                            |                                              |                                              |
| Als speler bij Malmö FF                      |                                              |                                              |                                              |                                              |                                              |                                              |
| 5                                            | 3 september 2015                             | Bulgarije – Noorwegen                        | 0 – 1                                        | EK 2016 kwalificatie                         |                                              |                                              |
| 6                                            | 6 september 2015                             | Noorwegen – Kroatië                          | 2 – 0                                        | EK 2016 kwalificatie                         | 51'                                          |                                              |
| 7                                            | 10 oktober 2015                              | Noorwegen – Malta                            | 2 – 0                                        | EK 2016 kwalificatie                         |                                              |                                              |
| 8                                            | 13 oktober 2015                              | Italië – Noorwegen                           | 2 – 1                                        | EK 2016 kwalificatie                         |                                              |                                              |
| 9                                            | 12 november 2015                             | Noorwegen – Hongarije                        | 0 – 1                                        | EK 2016 kwalificatie                         |                                              |                                              |
| 10                                           | 15 november 2015                             | Hongarije – Noorwegen                        | 2 – 1                                        | EK 2016 kwalificatie                         |                                              |                                              |
| 11                                           | 24 maart 2016                                | Estland – Noorwegen                          | 0 – 0                                        | Vriendschappelijk                            |                                              |                                              |
| 12                                           | 29 maart 2016                                | Noorwegen – Finland                          | 2 – 0                                        | Vriendschappelijk                            | 57'                                          |                                              |
| 13                                           | 31 augustus 2016                             | Noorwegen – Wit-Rusland                      | 0 – 1                                        | Vriendschappelijk                            |                                              |                                              |
| 14                                           | 8 oktober 2016                               | Azerbeidzjan – Noorwegen                     | 1 – 0                                        | WK 2018 kwalificatie                         |                                              |                                              |
| 15                                           | 11 oktober 2016                              | Noorwegen – San Marino                       | 4 – 1                                        | WK 2018 kwalificatie                         |                                              |                                              |
| 16                                           | 11 november 2016                             | Tsjechië – Noorwegen                         | 2 – 1                                        | WK 2018 kwalificatie                         |                                              |                                              |
| 17                                           | 10 juni 2017                                 | Noorwegen – Tsjechië                         | 1 – 1                                        | WK 2018 kwalificatie                         |                                              |                                              |
| 18                                           | 1 september 2017                             | Noorwegen – Azerbeidzjan                     | 2 – 0                                        | WK 2018 kwalificatie                         |                                              |                                              |
| 19                                           | 4 september 2017                             | Duitsland – Noorwegen                        | 6 – 0                                        | WK 2018 kwalificatie                         |                                              |                                              |
| 20                                           | 14 november 2017                             | Slowakije – Noorwegen                        | 1 – 0                                        | Vriendschappelijk                            |                                              |                                              |

Bijgewerkt op 22 april 2025.

## Erelijst
| Competitie    |              |                        |              |              |
| Competitie    | Aantal       | Jaren                  |              |              |
| Strømsgodset  | Strømsgodset | Strømsgodset           | Strømsgodset | Strømsgodset |
| ------------- | ------------ | ---------------------- | ------------ | ------------ |
| NM Cupen      | 1            | 2010                   |              |              |
| Molde FK      |              |                        |              |              |
| Tippeligaen   | 2            | 2011, 2012             |              |              |
| NM Cupen      | 1            | 2013                   |              |              |
| Malmö FF      |              |                        |              |              |
| Allsvenskan   | 4            | 2016, 2017, 2020, 2021 |              |              |
| Svenska Cupen | 1            | 2021/22                |              |              |